# Ашагы-Кесаман
Ашагы-Кесаман (азерб. Aşağı Kəsəmən, до 1992 года — Еникенд) — село в Ашагы-Кесаманском административно-территориальном округе Агстафинского района Азербайджана.

## Этимология
Название состоит из двух частей: ашагы (с азерб. — «нижний») и Кесаман (один из родов племени казахлы).

## История
Село было основано в 1940-х годах переселенцами из села Кырах-Кесаман и входило в состав Акстафинского района, который 4 декабря 1959 года был ликвидирован, а населенный пункт передан в состав Казахского района.
Согласно административному делению 1961 и 1977 года село Еникенд входило в Еникендский сельсовет Казахского района Азербайджанской ССР.
24 апреля 1990 года село передано в состав новообразованного Акстафинского района. 29 декабря 1992 года селу присвоено название Ашагы-Кесаман.
В 1999 году в Азербайджане была проведена административная реформа и внутри Ашагы-Кесаманского административно-территориального округа был учрежден Ашагы-Кесаманский муниципалитет Акстафинского района
.

## География
Село находится в 9 км от райцентра Другой и в 450 км от Баку. Ближайшая железнодорожная станция — Шакерлы.
Вблизи села находится холм (309,7 м). Село находится на высоте 316 метров над уровнем моря.

## Население
| Численность населения | Численность населения | Численность населения |
| 1989                  | 1999                  | 2009                  |
| --------------------- | --------------------- | --------------------- |
| 1859                  | ↗2573                 | ↗2706                 |

Население преимущественно занимается животноводством и виноградарством.

### Известные уроженцы
- Ясаман Мамедова — Герой Социалистического Труда.

## Климат
Среднегодовая температура воздуха в селе составляет +14,2 °C. В селе полупустынный климат.

## Инфраструктура
В советское время в селе располагались восьмилетняя школа, клуб, библиотека, медицинский пункт.
В селе расположены средняя школа, клуб, две библиотеки, врачебный пункт и детский сад.